# La Salitrera, Guanajuato
La Salitrera är en ort i Mexiko.   Den ligger i kommunen Xichú och delstaten Guanajuato, i den centrala delen av landet, 220 km norr om huvudstaden Mexico City. La Salitrera ligger 1 217 meter över havet och antalet invånare är 173.
Terrängen runt La Salitrera är varierad. La Salitrera ligger nere i en dal. Runt La Salitrera är det glesbefolkat, med 14 invånare per kvadratkilometer. Närmaste större samhälle är Xichú, 14,6 km väster om La Salitrera. I omgivningarna runt La Salitrera växer huvudsakligen savannskog.